# 애덤 졸로틴
애덤 졸로틴(Adam Zolotin, 1983년 11월 29일 ~ )은 미국의 배우, 텔레비전 배우, 영화배우이다.
롱아일랜드시티에서 태어났다.

## 방송
- 센트리 스톰

## 영화
- 제로필리아 (2005년)
- 센트리 스톰 (1999년)
- 비버는 해결사 (1997년)
- 잭 (1996년)
- 법과 질서 (1990년)